# تشارلز دويج
تشارلز دويج (بالإنجليزية: Charles Duhigg)‏ (مواليد 1974 م) هو صحفي أمريكي وكاتب غير روائي حائز على جائزة بوليتزر. كان مراسلا لصحيفة نيويورك تايمز وهو مؤلف كتابين عن العادات والإنتاجية بعنوان «قوة العادة: لماذا نفعل ما نفعله في الحياة والعمل؟ والأعمال والذكاء بشكل أسرع».

## النشأة
ولد تشارلز دويج في عام 1974 م في نيو مكسيكو. تخرج من جامعة ييل وحصل على ماجستير في إدارة الأعمال من كلية هارفرد للأعمال.

## المهنة
دويج كان كاتبًا سابقًا في لوس أنجلوس تايمز. بين عامي 2006 م و2017 م، وكان مراسلًا في صحيفة نيويورك تايمز. وهو يكتب حاليا لمجلة نيويورك تايمز وغيرها من المنشورات.
كان دويج واحدا من فريق مراسلي صحيفة نيويورك تايمز الذين فازوا بجائزة بوليتزر عن فئة الصحافة التفسيرية لعام 2013 م لتقديم التقارير التوضيحية لسلسلة من 10 مقالات حول الممارسات التجارية لشركة أبل وشركات التكنولوجيا الأخرى.. وقد كتب دويج أو شارك في كتابة سلسلة مياه سامة، والفرص الذهبية، وكان جزءًا من الفريق الذي كتب الحساب.
نشر كتاب دويج عن علم تشكيل العادة، بعنوان قوة العادة: لماذا نفعل ما نفعله في الحياة والعمل؟، نمن قبل راندوم هاوس في 28 فبراير عام 2012 م. وقد نُشِر اقتباس في نيويورك تايمز بعنوان «كيف تتعلم الشركات؟ أسرارك». وقد تم وضع كتاب «قوة العادة» أكثر من ثلاث سنوات على قوائم «نيويورك تايمز الأكثر مبيعًا».
كما أنه ألف كتاب أذكى وأفضل بشكل أسرع: أسرار أن تكون منتجة في الحياة والأعمال، والذي تم إصداره في 8 مارس من عام 2016 م. وقد أصبح في نيويورك تايمز الأكثر مبيعًا في 27 مارس من عام 2016 م.

## الحياة الشخصية
يقيم تشارلز دويج في بروكلين بمدينة نيويورك.

## جوائز حازها
- 2007 م: جائزة جورج بولك.[15]
- 2007 م: جائزة هيوود براون.[16]
- 2008 م: جائزة هيلمان.[14]
- 2008 م: جائزة جيرالد لوب.[17]
- 2009 م: جائزة سكريبس هوارد للصحافة الوطنية.[18]
- 2009 م: ميدالية الصحفيون المحققون والمحررون.[19]
- 2010 م: جائزة الأكاديميات الوطنية للاتصالات، الأكاديميات الوطنية الأمريكية.[20]
- 2010 م: جائزة جمعية الصحفيين البيئيين للإبلاغ عن التحقيقات.[21]
- جوائز من جمعية محرري الأعمال الأمريكية والكتاب،[22] وجوائز الموعد النهائي،[23] وجوائز جون أوكس.[24]
- 2013 م: مع صحفيين آخرين من نيويورك تايمز، جائزة بوليتزر للإخبار التوضيحي، لسلسلة من 10 مقالات حول الممارسات التجارية لأبل وغيرها من شركات التقنية.[5][6]

## مؤلفاته
- قوة العادة: لماذا نفعل ما نفعله في الحياة والعمل؟[25][26][27][28]
- أذكى وأفضل بشكل أسرع: أسرار أن تكون منتجة في الحياة والأعمال

## وصلات خارجية
- تشارلز دويج على موقع IMDb (الإنجليزية)
- Journalist's Twitter
- Journalist's New York Times website
- Journalist's website